# Aleksandr Radiszczew
Aleksandr Nikołajewicz Radiszczew (ros. Алекса́ндр Никола́евич Ради́щев; ur. 20 sierpnia?/31 sierpnia 1749 we wsi Wierchnieje Obliazowo, obecnie Radiszczewo, zm. 12 września?/24 września 1802) – rosyjski pisarz, filozof, myśliciel społeczny, przedstawiciel oświecenia, walczący z despotyzmem i domagający się zniesienia pańszczyzny.

## Życiorys
Pochodził z zamożnej szlachty, przez siedem pierwszych lat życia mieszkał z rodzicami, po czym został oddany pod opiekę stryjecznego brata matki. W 1762 r. został przyjęty do petersburskiego Korpusu Paziów. W 1766 roku został skierowany na Uniwersytet Lipski, gdzie zapoznał się z prawem, filozofią, historią, literaturą i językami obcymi.
Po powrocie do kraju, w 1771 roku został protokolantem w Senacie, a następnie prokuratorem wojskowym. W 1775 porzucił służbę wojskową, ożenił się. W tym czasie napisał szkic psychologiczny Dziennik jednego tygodnia, następnie odę Wolność oraz List do przyjaciela zamieszkałego w Tobolsku. Wstąpił do Towarzystwa Miłośników Literatury. Wydał Żywot Fiodora Wasiljewicza Uszakowa oraz Dyskurs o tym, czym jest syn ojczyzny. W roku 1790 wydał anonimowo Podróż z Petersburga do Moskwy, powieść traktującą o konieczności zniesienia poddaństwa chłopów oraz likwidacji rządów despotycznych. Po jej opublikowaniu, w niewielkim nakładzie, został uwięziony i osadzony w twierdzy Pietropawłowskiej, a następnie skazany na karę śmierci, zamienioną przez Katarzynę II na dziesięcioletnie zesłanie do Ilimska. Napisał tam traktat filozoficzny O człowieku, jego śmiertelności i nieśmiertelności, gdzie zbliżył się do monizmu materialistycznego; List o targu chińskim oraz Krótką opowieść o zdobyciu Syberii.
Gdy w roku 1796 zmarła Katarzyna II, Radiszczew został uwolniony przez Pawła I, otrzymał pozwolenie na powrót i zamieszkał, pod nadzorem policji, w majątku ojca Niemcowo. W 1799 pozwolono mu odwiedzić ojca we wsi Wierchnieje Oblazowo, w tym roku napisał poemat Bowa. W 1801 roku Po wstąpieniu Aleksandra I na tron uzyskał całkowite ułaskawienie oraz został powołany do udziału w pracach przygotowujących reformę ustawodawczą. Znalazłszy zatrudnienie w Komisji Kodyfikacji Prawa, opracował szereg projektów aktów ustawodawczych mających na celu ulżenie losowi chłopów poddanych i ludzi pracy w ogóle. Początkowo myślał, że komisja przychyli się do jego wniosków, jednak tak się nie stało. Rozżalony napisał antydespotyczny poemat pt. Pieśń historyczna. Projekty Radiszczewa spotkały się z wrogim przyjęciem wśród obrońców poddaństwa i autorowi ich zagrożono nowym zesłaniem na Sybir. Obawiając się ponownego zesłania, 24 września 1802 popełnił samobójstwo, zażywając truciznę.

## Literatura o Radiszczewie
Radzieckie opracowania filozofii Radiszczewa są niestety przykładem bardzo daleko idącej tendencyjności i symplifikacji; obiektywnie i życzliwie ocenił natomiast Radiszczewa emigracyjny historyk filozofii rosyjskiej Wasilij Zieńkowski w książce Historia filozofii rosyjskiej. Szczegółowy rozdział o Radiszczewie zawiera rozprawa Andrzeja Walickiego.